# العلاقات السلوفينية الفرنسية
العلاقات السلوفينية الفرنسية هي العلاقات الثنائية التي تجمع بين سلوفينيا وفرنسا.

## مقارنة بين البلدين
هذه مقارنة عامة ومرجعية للدولتين:
| وجه المقارنة                                              | سلوفينيا                                                      | فرنسا                                                    |
| --------------------------------------------------------- | ------------------------------------------------------------- | -------------------------------------------------------- |
| المساحة (كم2)                                             | 20.27 ألف                                                     | 643.80 ألف                                               |
| عدد السكان (نسمة)                                         | 2.07 مليون                                                    | 67.12 مليون                                              |
| الكثافة السكانية (ن./كم²)                                 | 102.12                                                        | 104.26                                                   |
| العاصمة                                                   | ليوبليانا                                                     | باريس                                                    |
| اللغة الرسمية                                             | اللغة السلوفينية، اللغة الإيطالية، لغة مجرية                  | لغة فرنسية                                               |
| العملة                                                    | يورو، تولار سلوفيني                                           | يورو، فرنك س ف ب، فرنك فرنسي، Livre tournois ‏            |
| الناتج المحلي الإجمالي (بليون دولار)                      | 48.77 مليار                                                   | 2.58 تريليون                                             |
| الناتج المحلي الإجمالي (تعادل القوة الشرائية) بليون دولار | 66.01 مليار                                                   | 2.87 تريليون                                             |
| الناتج المحلي الإجمالي الاسمي للفرد دولار أمريكي          | 20.73 ألف                                                     | 36.20 ألف                                                |
| الناتج المحلي الإجمالي للفرد دولار أمريكي                 | 30.40 ألف                                                     | 39.33 ألف                                                |
| مؤشر التنمية البشرية                                      | 0.880                                                         | 0.888                                                    |
| رمز المكالمات الدولي                                      | +386                                                          | +33                                                      |
| رمز الإنترنت                                              | .si                                                           | .fr، .bzh ‏، .tf، .re، .wf، .yt، .pm، .paris              |
| المنطقة الزمنية                                           | توقيت وسط أوروبا، ت ع م+01:00، ت ع م+02:00، أوروبا/ليوبليانا ‏ | أوروبا/باريس ‏، توقيت وسط أوروبا، توقيت وسط أوروبا الصيفي |

## مدن متوأمة
في ما يلي قائمة باتفاقيات التوأمة بين مدن سلوفينية وفرنسية:
- ترتبط تربوفلجه مع سالاومينيس باتفاقية توأمة.
- ترتبط شكوفجا لوكا مع غرانفيل باتفاقية توأمة.
- ترتبط فيلينيه مع فيين باتفاقية توأمة.
- ترتبط شينتجور مع Saint-Florent-sur-Cher [الإنجليزية]‏ باتفاقية توأمة.
- ترتبط سيجانا مع مونتبريزون ، لوار باتفاقية توأمة.
- ترتبط بيتوج مع Saint-Cyr-sur-Loire [الإنجليزية]‏ باتفاقية توأمة.
- ترتبط بلدية كوتشيفيه [الإنجليزية]‏ مع Halluin [الإنجليزية]‏ باتفاقية توأمة.

## منظمات دولية مشتركة
يشترك البلدان في عضوية مجموعة من المنظمات الدولية، منها:
| علم المنظمة | اسم المنظمة                               | تاريخ انضمام سلوفينيا | تاريخ انضمام فرنسا |
| ----------- | ----------------------------------------- | --------------------- | ------------------ |
|             | الاتحاد الأوروبي                          | 1 مايو 2004           | 25 مارس 1957       |
|             | وكالة ضمان الاستثمار متعدد الأطراف        | 19 مارس 1993          | 28 ديسمبر 1989     |
|             | منظمة التعاون الاقتصادي والتنمية          | ?                     | 7 أغسطس 1961       |
|             | الأمم المتحدة                             | 22 مايو 1992          | 24 أكتوبر 1945     |
|             | الفريق المعني برصد الأرض                  | ?                     | ?                  |
|             | مركز تنسيق الحركة في أوروبا ‏              | ?                     | ?                  |
|             | منظمة حظر الأسلحة الكيميائية              | ?                     | ?                  |
|             | منظمة التجارة العالمية                    | ?                     | 1995               |
|             | منظمة الشرطة الجنائية الدولية             | ?                     | ?                  |
|             | منظمة الأمن والتعاون في أوروبا            | 24 مارس 1992          | 25 يونيو 1973      |
|             | مؤسسة التنمية الدولية                     | 25 فبراير 1993        | 30 ديسمبر 1960     |
|             | حلف شمال الأطلسي                          | 29 مارس 2004          | 4 أبريل 1949       |
|             | يونسكو                                    | 27 مايو 1992          | 4 نوفمبر 1946      |
|             | مجلس أوروبا                               | ?                     | 5 مايو 1949        |
|             | الاتحاد البريدي العالمي                   | ?                     | ?                  |
|             | البنك الدولي للإنشاء والتعمير             | 25 فبراير 1993        | 27 ديسمبر 1945     |
|             | اتفاقية السماوات المفتوحة                 | ?                     | ?                  |
|             | المنظمة الهيدروغرافية الدولية             | ?                     | ?                  |
|             | الاتحاد الدولي للاتصالات                  | 16 يونيو 1992         | 1866               |
|             | مؤسسة التمويل الدولية                     | 25 فبراير 1993        | 20 يوليو 1956      |
|             | المنظمة الأوروبية لسلامة الملاحة الجوية   | 1995                  | 1960               |
|             | المركز الدولي لتسوية المنازعات الاستشارية | 6 أبريل 1994          | 20 سبتمبر 1967     |
|             | مجموعة أستراليا                           | 2004                  | 1985               |
|             | مجموعة الموردين النوويين                  | ?                     | ?                  |

## أعلام
هذه قائمة لبعض الشخصيات التي تربطها علاقات بالبلدين:
- ستانيسلاس ميرهار (ممثل فرنسي، 24 يناير 1971 – )

## وصلات خارجية
- موقع وزارة الخارجية السلوفينية
- موقع وزارة الخارجية الفرنسية